# 韩无忌
韓無忌（？—？），中国春秋時期晋国公族大夫，韩厥长子。前572年，晋悼公以他和荀家、荀会、栾黡为公族大夫，称无忌镇静。前566年，韩厥告老，韩无忌因自己有废疾，将家主之位让给弟弟韩起，晋悼公以韩无忌为公族大夫之长，另立公族氏。前557年，晋平公继位，以韩无忌的儿子韩襄和一起祁奚、栾盈、士鞅为公族大夫。